# Cá đẻ con sống
Cá đẻ con sống hay cá mang thai con sống bao gồm các loài cá ấp trứng trong miệng (mouthbrooder), cá đẻ thai trứng (Ovoviviparous fish) và cá đẻ con (Viviparous fish). Chúng giữ cho trứng phát triển trong cơ thể (bear có nghĩa là mang thai) để sinh ra cá con sống (live) biết bơi lội tự do. Nhờ vậy mà cá con những loài này có kích thước lớn hơn và có cơ hội sống cao hơn cá con các loài cá đẻ trứng

## Phân loại
- Cá ấp trứng trong miệng (mouthbrooder): đa số thuộc họ Cá hoàng đế Cichlidae cá Cichlid. Cá cái ấp trứng trong khoang miệng (oral cavity, buccal cavity). So với các loài cá Cichlid khác, những loài này sinh ra ít trứng nhưng kích cỡ lớn hơn, và khi cá con xuất hiện, chúng phát triển tốt hơn và có khả năng sống sót cao hơn.
- Cá đẻ thai trứng (Ovoviviparous fish) sinh sản bằng hình thức noãn thai sinh. Các trứng được chứa bên trong bụng cá mẹ sau khi thụ tinh bên trong. Mỗi một phôi phát triển độc lập bên trong trứng của chính nó. Cá bột (fry) đẻ ra tương tự như phần lớn động vật có vú, bao gồm: cá bảy màu, cá mún, cá đuôi kiếm,...
- Cá đẻ con (Viviparous fish) cho phép các phôi ở trong bụng mẹ giống như cá đẻ trứng thai. Tuy nhiên, các phôi của cá đẻ con thu được các dưỡng chất cần thiết từ cá mẹ chứ không phải từ các chất có trong trứng. Cá non đẻ ra giống như ở động vật có vú. Chúng là những loài cá đẻ con sống bất thường, chẳng hạn Họ Cá chìa vôi Syngnathidae bao gồm phân họ Hippocampinae chi cá ngựa Hippocampus, phân họ cá chìa vôi Syngnathinae (pipefish) do những cá đực ấp trứng (incubate) thay vì cá cái. Trong nhiều trường hợp trứng phụ thuộc vào nguồn oxy và dinh dưỡng cung cấp bởi cá đực. Một số loài cá đẻ con khác như họ Cá kìm, cá mập,....

## Hình ảnh

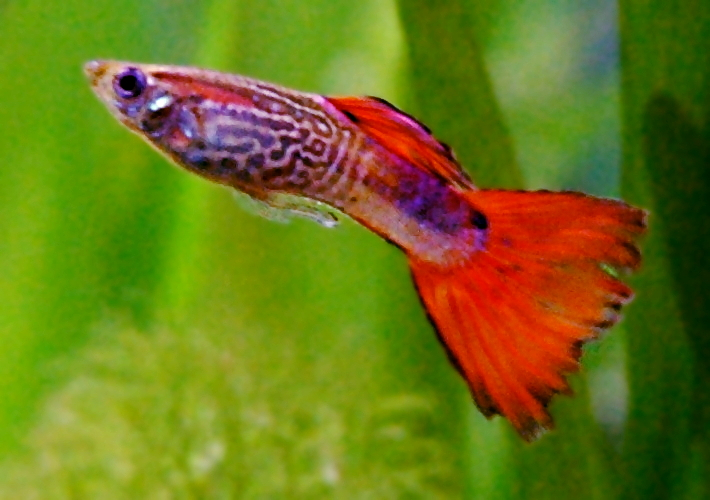
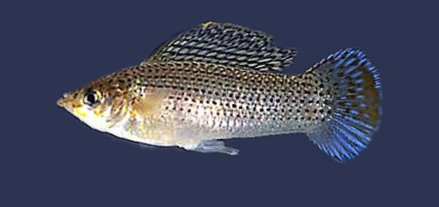
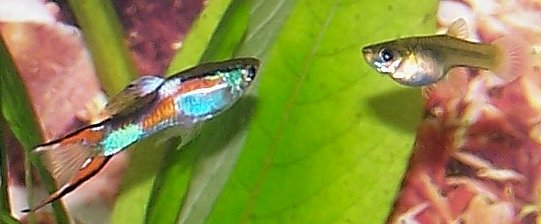
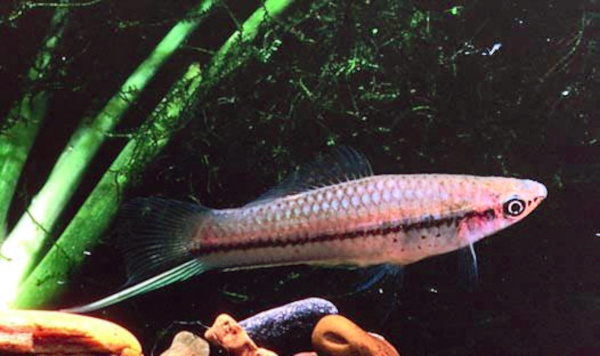
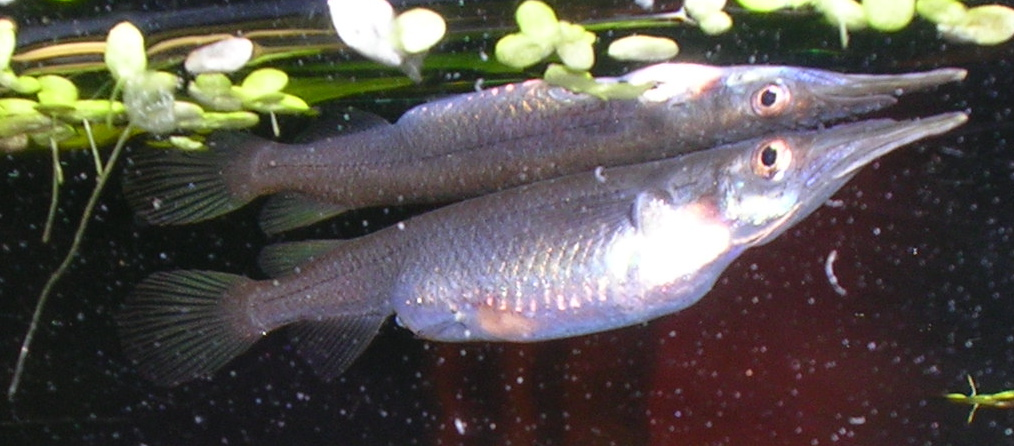